# NGC 4601
NGC 4601 é uma galáxia espiral barrada (SB0-a) localizada na direcção da constelação de Centaurus. Possui uma declinação de -40° 53' 37" e uma ascensão recta de 12 horas, 40 minutos e 46,6 segundos.
A galáxia NGC 4601 foi descoberta em 8 de Junho de 1834 por John Herschel.